# Инверсия (биология)

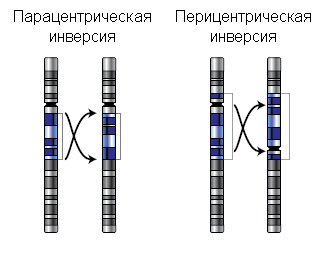
Типы инверсий

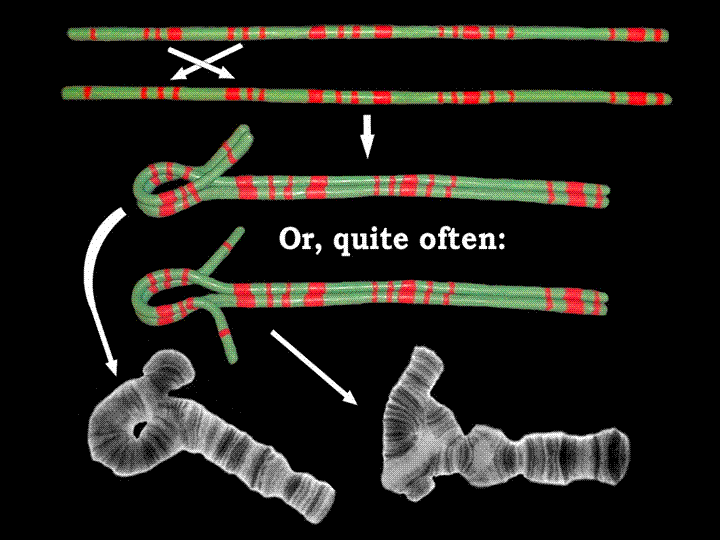
Инверсии в политенных хромосомах

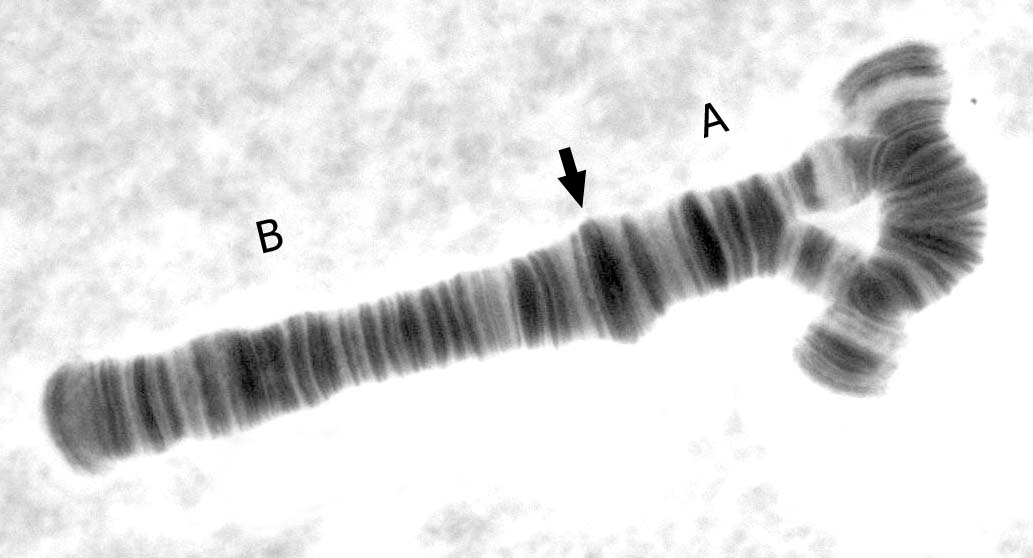
Инверсия в А-плече политенной хромосомы комара-звонца, род Axarus

Инве́рсия — хромосомная перестройка, при которой происходит поворот участка хромосомы на 180°. Инверсии являются сбалансированными внутрихромосомными перестройками. Различают парацентрические (инвертированный фрагмент лежит по одну сторону от центромеры) и перицентрические (центромера находится внутри инвертированного фрагмента) инверсии. Инверсии играют роль в эволюционном процессе, видообразовании и в нарушениях фертильности.
Инверсии, как правило, не влияют на фенотип носителя. Патологический фенотип при инверсии может формироваться, если разрыв находится в пределах гена, или если перестройка нарушает регуляцию гена. Из-за образования аберрантных рекомбинантных хромосом в мейозе гетерозиготы по инверсии могут иметь сниженную фертильность, по этой же причине у них есть вероятность рождения потомства с аномальным фенотипом.

## Гетерозиготные инверсии в мейозе
При прохождении мейоза в профазе I между гомологичными хромосомами происходит синапсис, после чего возможен кроссинговер и рекомбинация между ними. Гетерозиготность по инверсии осложняет поиск гомологичных последовательностей при синапсисе хромосом. Короткие гетерозиготные инверсии обычно испытывают трудности при синапсисе, но, как правило, в их случае запускается процесс так называемой синаптической подгонки (или синаптической пригонки), в результате которой на месте инверсии осуществляется негомологичный синапсис (гетеросинапсис), в котором существует запрет на рекомбинацию. Достаточно протяжённые гетерозиготные инверсии могут образовывать полноценный гомологичный синапсис за счёт формирования инверсионной петли, и, следовательно, в пределах инвертированного участка может произойти кроссинговер.
Если у гетерозиготы по перицентрической инверсии при мейозе происходит кроссинговер в пределах инвертированного участка, то формируются аномальные рекомбинанатные хромосомы с дупликацией и делецией. У гетерозиготы по парацентрической инверсии кроссинговер в пределах инвертированного участка приводит к формированию дицентрической хромосомы и ацентрического фрагмента. В обоих случаях образовавшиеся гаметы с рекомбинантными хромосомами оказываются генетически несбалансированными, и вероятность появления жизнеспособного потомства из таких гамет является низкой.
Таким образом, гетерозиготность по инверсии приводит к подавлению рекомбинации в пределах инверсии за счёт двух основных механизмов: из-за запрета рекомбинации в случае гетеросинапсиса и за счёт низкой вероятности появления рекомбинантных продуктов в потомстве вследствие генетической несбалансированности гамет.

## Выявление инверсий
Есть три основных подхода для выявления инверсий: с помощью классического генетического анализа, цитогенетически и на основе данных секвенирования полного генома. Наиболее распространён цитогенетический подход.
Именно при помощи генетического анализа инверсии были впервые обнаружены: в 1921 году Альфред Стёртевант показал инвертированный порядок идентичных генов у Drosophila simulans по сравнению с Drosophila melanogaster. Наличие инверсии можно предположить, если в скрещиваниях обнаруживается нерекомбинирующая часть генома, для этого метода необходимо предварительное генетическое картирование признаков.
Цитогенетически инверсии впервые наблюдали на политенных хромосомах слюнных желез у дрозофил, и двукрылые по-прежнему являются наиболее удобным объектом для наблюдения инверсий. В других таксономических группах крупные инверсии можно выявить при помощи дифференциальной окраски метафазных хромосом. Известные полиморфные варианты инверсий можно анализировать при помощи флуоресцентной гибридизации in situ с использованием локус-специфических ДНК-проб.
У людей и у других видов с секвенированным геномом субмикроскопические инверсии можно обнаружить при помощи парноконцевого секвенирования. Межвидовые различия по инверсиям можно выявлять при помощи прямого сравнения гомологичных последовательностей.

## Возникновение инверсий
Для возникновения инверсии необходимо повреждение ДНК в виде двунитевого разрыва с последующей ошибкой репарации. Двунитевые разрывы ДНК могут возникать вследствие воздействия экзогенными факторами, такими как ионизирующее излучение или химиотерапия, а также вследствие воздействия на ДНК эндогенно образующимися свободными радикалами. Кроме того, двунитевые разрывы возникают запрограммированно при мейозе и при созревании Т- и B-лимфоцитов во время специфической соматической V(D)J-рекомбинации. Репарация двунитевого разрыва ДНК может проходить двумя способами: негомологичным соединением разрывов и гомологичной рекомбинацией. При репарации путём негомологичного соединения могут ошибочно соединиться два внутрихромосомных разрыва с разворотом участка между ними на 180°. При гомологичной рекомбинации может произойти неверный выбор последовательности ДНК, на основе которой идёт репарация повреждённой ДНК. Вместо гомологичной последовательности происходит ошибочный выбор паралогичной последовательности на этой же хромосоме. В последнем случае для формирования инверсии необходимо возникновение двунитевого разрыва ДНК в одной из двух повторяющихся последовательностей, находящихся на одной хромосоме в инвертированном положении по отношению друг к другу.

## Роль инверсий в видообразовании
В середине 30-х годов Ф. Г. Добржанский вместе с Альфредом Стёртевантом обнаружили, что две морфологически сходные расы дрозофил вида D. pseudoobscura, взятые из географически удаленных популяций, не скрещиваются между собой и отличаются несколькими инверсиями. Это был первый случай, который указывал, что изменение порядка генов может иметь само по себе сильный генетический эффект, вплоть до видообразования. Изучение природных популяций показало, что инверсии достаточно часто встречаются в популяциях дрозофил и существуют определённые сезонные и географические различия по частоте инверсий. Затем Добржанский и его коллеги, используя метод экспериментальных ящичных популяций дрозофил, получили доказательства, что некоторые инверсии действительно связаны с адаптивными признаками. Добржанский полагал, что подобного рода адаптивный полиморфизм по инверсиям в случае географической изоляции способен привести к видообразованию.

## Инверсии и половые хромосомы
Половые хромосомы X и Y плацентарных млекопитающих исторически образовались из гомологичных аутосом. В процессе эволюции они практически полностью утратили способность к рекомбинации друг с другом и значительно разошлись в генном составе. Изучение оставшихся генов общего происхождения на X и Y-хромосоме человека показало, что в эволюции половых хромосом произошла серия последовательных перекрывающихся инверсий, в результате которых постепенно увеличивалась нерекомбинирующая часть Y-хромосомы. Существует модель эволюции половых хромосом, которая предполагает, что первым событием в эволюции половых хромосом являлась хромосомная инверсия, которая захватила два гена, один из которых определял пол, а второй обладал половым антагонизмом, то есть аллели этого гена противоположно сказывались на приспособленности полов. Инверсия объединила аллели этих двух генов таким образом, что аллель, определяющий мужской пол, оказался в устойчивой комбинации с повышающим мужскую приспособленность аллелем второго гена.

## Обозначение инверсий
В медицинской генетике для обозначения инверсий используют Международную систему по цитогенетической номенклатуре человека (The International System for Human Cytogenetic Nomenclature — ISCN). Запись inv(A)(p1;q2) обозначает инверсию в хромосоме А. Информация во вторых скобках даётся дополнительно для локализации точек разрыва внутри хромосомы А. Буква p означает короткое плечо хромосомы, буква q — длинное плечо, цифры после p и q относятся к нумерации хромосомных бэндов. Инверсии гетерохроматиновых районов хромосом 1, 9 и 16 предложено обозначать как 1ph, 9ph и 16ph соответственно.
Для обозначения инверсий у Drosophila используют обозначение In(nA)m, где n обозначает номер хромосомы, А — плечо хромосомы и m — имя мутации или номер бэнда. Например, In(2LR)Cy — это инверсия Curly у дрозофилы, которая затрагивает оба плеча хромосомы 2.

## Полиморфизм по инверсиям у человека

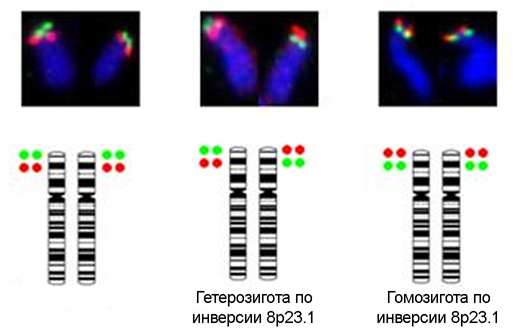
FISH анализ полиморфизма по инверсии 8q23.1 у человека

Долгое время инверсии можно было выявлять только при помощи анализа G-бэндированных метафазных хромосом. Этот метод позволяет обнаруживать только крупные инверсии, при этом даже крупные инверсии при G-бэндинге могут остаться незамеченными из-за локального сходства рисунка G-полос. Классический цитогенетический анализ на основе дифференциальной окраски хромосом позволил обнаружить несколько полиморфных инверсий, распространённых в человеческой популяции и не имеющих клинического значения. Инверсии являются наиболее частым хромосомным полиморфизмом, выявляемыми в цитогенетических лабораториях, и самыми частыми из них являются перицентрические инверсии, детектируемые в гетерохроматиновых районах хромосом 1, 2, 3, 5, 9, 10 и 16. Например, известно, что более 1 % человеческой популяции являются носителями перицентрической инверсии в 9 хромосоме inv(9)(p12;q13), которую считают вариантом нормы. Наиболее частой инверсией, который включает эухроматин, является инверсия inv(2)(p11;q23), которая также считается нейтральной. Есть и другие более редкие варианты полиморфных инверсий, которые детектируются в отдельных группах и которые ведут свою историю от одного предкового мутационного события.
Например, инверсия inv(10)(q11.22;q21.1) обнаруживается с частотой 0,11 % в Швеции.
Современные методы анализа генома, включающие парноконцевое секвенирование, сравнительный анализ геномов близкородственных видов, анализ неравновесного сцепления однонуклеотидных полиморфизмов (SNP), позволили выявить около 500 субмикроскопических полиморфных инверсий. Среди них, например, инверсия на хромосоме 8 (8p23.1) размером около 4.5 млн п.о, которая обнаруживается у 25 % здоровых людей.